# Dendrocerus applanatus
Dendrocerus applanatus is een vliesvleugelig insect uit de familie van de Megaspilidae. De wetenschappelijke naam van de soort is voor het eerst geldig gepubliceerd in 1972 door Dessart.